# Wilhelmine von Dörnberg

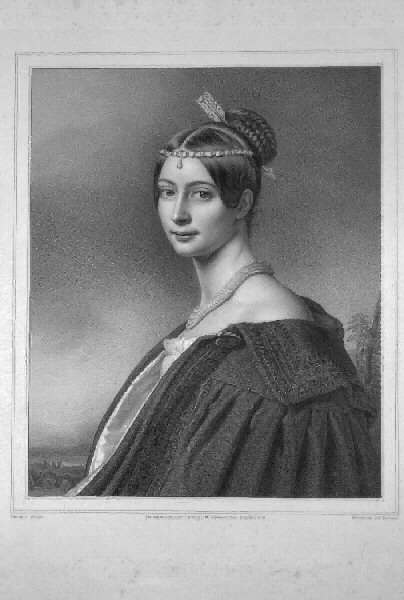
Wilhelmine von Dörnberg, Lithographie von Bodmer nach einem Gemälde von Joseph Karl Stieler

Wilhelmine Caroline Christine Henriette, Kosename Mimi (* 6. März 1803 zu Ansbach; † 14. Mai 1835 in Nürnberg), war eine Fürstin von Thurn und Taxis aus der Familie der Reichsfreiherrn von Dörnberg.

## Leben
Die Tochter des ehemaligen königlichen preußischen Vizepräsidenten und Direktors der Domänenkammer zu Ansbach, des Freiherrn Konrad Heinrich Ernst Friedrich von Dörnberg (1769–1828), und der Freiin Wilhelmine Sophie von Glauburg (1775–1835) heiratete am 24. August 1828 in Regensburg Fürst Maximilian Karl von Thurn und Taxis. Sie stammte aus einem protestantischen hessischen Adelsgeschlecht und war nach den standesherrlichen Gesetzen, sogar nach dem fürstlich Thurn und Taxischen Hausgesetz von 1776, ihrem Gemahl nicht standesgemäß. Trotz des heftigen Widerstands seiner Mutter Fürstin Therese von Thurn und Taxis, und seines Cousins König Ludwig I. von Bayern, heiratete das Paar dennoch und bekam in kurzer Zeit fünf Kinder.

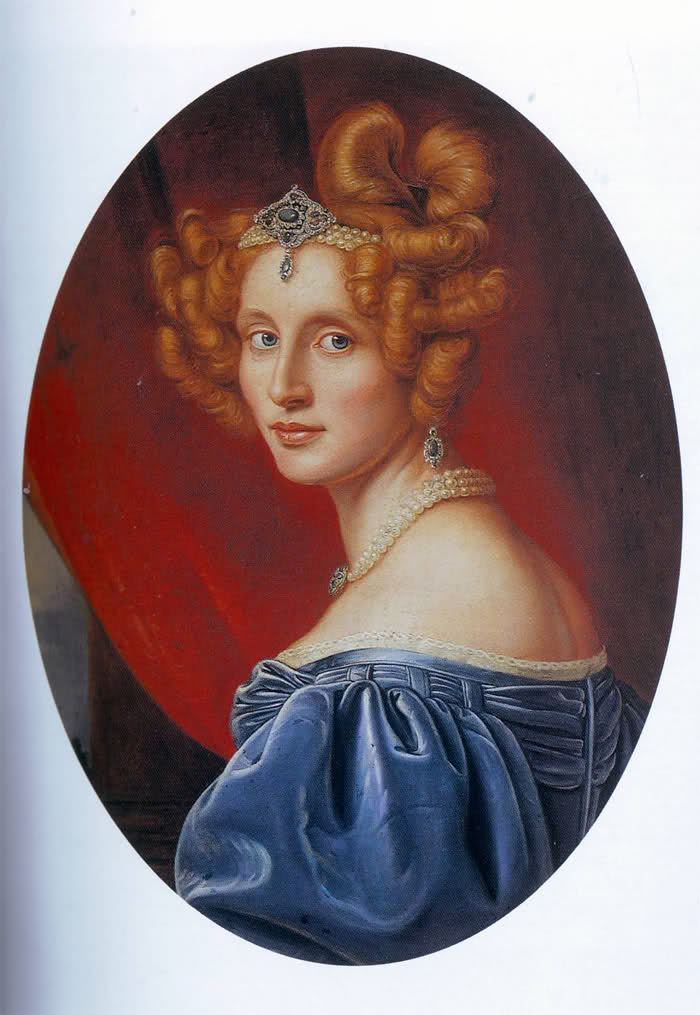
Wilhelmine Freiin von Dörnberg, um 1830

Im Jahre 1834 erkrankte „Mimi“ schwer auf einer Fahrt zu den Thurn und Taxisschen Besitzungen in Böhmen (Schloss Chraustowitz/Chroustovice). Zu Beginn des Jahres 1835 begab sich die Fürstin nach Nürnberg, um eine homöopathische Behandlung bei Dr. Reuter zu beginnen.
Hoffnungsvoll schrieb sie noch einer Freundin, dass sie sich des wiedergewonnenen Lebens freue, dessen Flämmmchen so nahe am Erlöschen war. Doch sie irrte sich, denn am 14. Mai 1835 verstarb Fürstin Wilhelmine von Thurn und Taxis im siebten Ehejahr im Alter von nur 32 Jahren. 
Für Mimi wurde im Fürstlichen Thurn und Taxis´schen Residenzschloss St. Emmeram zu Regensburg die Gruftkapelle errichtet. Ihr Herz ließ Fürst Maximilian Karl in der Gruft getrennt bestatten. Auf einem Bronzekasten, der neben ihrer Herzurne auch eine Büste des Bildhauers Christian Daniel Rauch enthält, befindet sich ein Vers des Fürsten: Hier ruht mein Glück, hier schläft ihr Herz, hier klagt die Liebe ew’gen Schmerz. In der Gruftkapelle von Schloss St. Emmeram werden bis heute Fürst und Fürstin und unverheiratete Kinder des Hauses Thurn und Taxis beigesetzt.

## Nachkommen
- Karl Wilhelm (1829)
- Theresia Mathildie Amalie Friedrike Eleonore (1830–1883)
- Maximilian Anton Lamoral (1831–1867)
- Egon (1832–1892)
- Theodor Georg (1834–1876)